# Moñitos
Moñitos es un municipio colombiano ubicado en el departamento de Córdoba, a orillas del mar Caribe. Se encuentra ubicado a 78 km de la ciudad de Montería, la capital del departamento de Córdoba.

## Historia
La historia de Moñitos está ligada al comercio que desde Cartagena y Barranquilla se realizaba con la región de Urabá, mediante largas travesías marítimas. Su núcleo poblacional inicial, o pequeña aldea, lo conformaron pescadores de la etnia negra y se remonta a los años de 1740. Según la tradición oral, son diferentes las versiones sobre el origen del nombre del municipio.
Se relata que el nombre actual del municipio se origina de la llegada de una familia alemana encabezada por Manuel Muñiz (personaje del que no existe bibliografía relacionada con el lugar), el cual utilizaba un moño en la cabeza, razón por la cual se le asignó este nombre desde un inicio. Aunque esta versión carece de veracidad social o es poco mencionada entre los pobladores, es de mayor aceptación entre la comunidad la hipótesis de que las viviendas, en donde se asentaron las primeras familias, eran construidas en techo de palma que en la corona (parte terminal) formaban un amarre de hojas en forma de moño. Así, al arribar hacia sus costas, la primera impresión del pueblo eran estas peculiares casas de pescadores. 

## División Político-Administrativa
Además de su Cabecera municipal. Moñitos tiene bajo su jurisdicción los centros poblados:
- Bajo del Limón
- Bella Cohita
- Broqueles
- La Rada
- La Unión
- Las Mujeres
- Naranjal
- Perpetuo Socorro
- Pueblito
- Río Cedro
- San Anterito
- Santander de La Cruz

## Geografía
Localización y límites del municipio: entre los 9°15′ latitud norte y 76°8′4″ de longitud oeste del meridiano de Greenwich; limita al norte con el mar Caribe y el municipio de San Bernardo del Viento, al sur con el municipio de Puerto Escondido, al oriente con el municipio de Lorica y al occidente con el mar Caribe; se encuentra a una altitud de 10 metros sobre el nivel mar y una temperatura promedio anual de 34 °C de bosque seco tropical, llamada también anteriormente Bahía Moñitos.

## Demografía
En su gran mayoría los habitantes del municipio de Moñitos son descendientes de raza negra y su número de habitantes está representado por 28.110

## Turismo
Lugares para visitar en Moñitos:
- Isla Fuerte.[2]
- Bahía Rada.
- Mirador La Rada
- Beach front Restaurant+Bar+Lodge "Pa'l Mar"
- Beach bar María Moñitos
- Sendero ecológico Río Cedro.
- Río Cedro.
- Punta Broqueles.
- Rancherío Shanghái.
- Muelle turístico (Casco urbano).
- El timón (terraza playera)
- Playas del casco urbano.
- Playas de Pueblito.
- Playas El Dorado.
- Cerro Naranjal.
- Playas Río en medio.
- Santico De La Bolita De Cristal vereda Noruega. ( figura de un santo que creció en una bolita de cristal con la que juegan los niños)

## Cultura
En el libro Colombia amarga de Germán Castro Caicedo, una de las crónicas se llama "Bahía Moñitos: el último paraíso", donde relata las impresiones del escritor en una visita que hizo. Para un pueblo tan pequeño y olvidado por el resto del país, éste relato es una invitación a conocerlo para todos los lectores. 

### Festividades
- Festival folclórico y reinado del mar.[3]
- Festival de la patilla (San Patricio - abril)
- Festival de la panocha (La Rada- abril)
- Festival del humor (Naranjal - septiembre)
- Festival del camarón (Notesebes – septiembre)
- Festividades patronales de Santa Lucía (13 de diciembre - noches de fandango y velas)
- Fiestas tradicionales (El ley - noviembre)
- Fiestas patronales (Río Cedro) 1, 2, y 3 de febrero

### Biblioteca Pública Municipal Pedro Barrios Díaz
Fue creada y dotada en el año 2004 gracias al beneficio otorgado por el Ministerio de cultura dentro del PNLB. Tiene su sede en la casa de la cultura, cuenta con una sala de lectura y una sala de informática, con 2300 volúmenes de libros dispuestos en estantería abierta, para toda la comunidad.

## Servicios públicos
- Energía Eléctrica: Afinia, del grupo EPM, es la empresa prestadora del servicio de energía eléctrica.
- Gas Natural: Surtigas es la empresa distribuidora y comercializadora de gas natural en el municipio.

## Galería

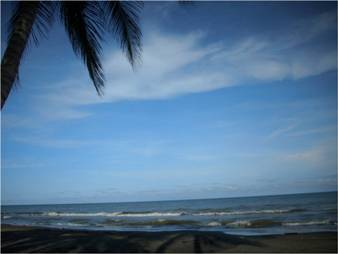
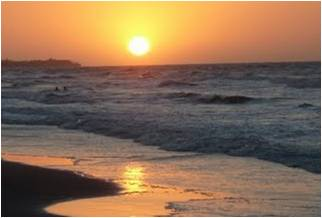
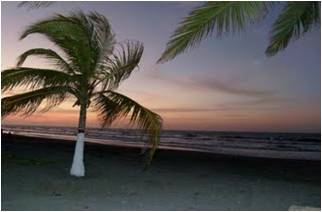
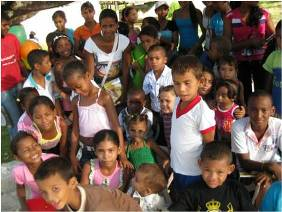
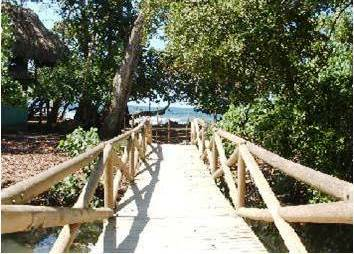
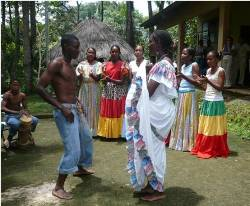
Fiestas
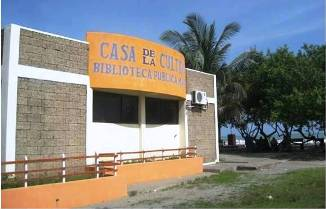
Biblioteca municipal

- Archivo:Playas_de_Moñitos.jpg
- Archivo:Playas_de_Moñitos4.jpg
- Archivo:Playas_de_Moñitos3.jpg
- Archivo:Poblacion_moñitense.jpg
- Archivo:Atractivo_turistico.jpg
- Archivo:Fiestas_patronales_de_moñitos.jpgFiestas
- Archivo:Biblioteca_Publica_Municipal_de_Moñitos_Web.jpgBiblioteca municipal